# Wilhelm Herlinger
Wilhelm Herlinger (tschechisch Vilém Herlinger; * 11. Februar 1873 in Grabau bei Mährisch-Ostrau, Österreich-Ungarn; † 16. März 1939 in Oppau) war ein tschechoslowakischer Politiker (KPTSch). Er war Senator der Tschechoslowakischen Nationalversammlung.

## Leben
Herlinger entstammte einer bürgerlichen, deutsch-jüdischen Familie, die von Orlau kommend, ab 1870 in Witkowitz lebte und dort ein Gasthaus führte. Er war eines von sieben Kindern. Herlinger besuchte die Volks- und  die Bürgerschule in Witkowitz. Er erwarb sich durch Besuch von Bibliotheken, Museen sowie Theatern autodidaktisch eine umfangreiche Bildung. Herlinger sprach, da er in einer tschechischen Umgebung aufgewachsen war, fließend und akzentfrei Tschechisch. Herlinger war seit frühester Jugend Mitglied der Sozialdemokratischen Arbeiterpartei Österreichs (SDAP) und zeitweise Mitarbeiter sozialistischer Zeitungen. Er zerwarf sich mit seiner Familie, die seine politischen Ansichten nicht teilte. Gegen den Willen seiner Eltern heiratete er außerkirchlich eine Arbeiterfrau und erklärte sich zum Atheisten. Herlinger weigerte sich einen „bourgeoisen“ Beruf zu ergreifen und wurde Arbeiter in der Maschinenfabrik im Eisenwerk Witkowitz. Er stand dort wegen seiner linkssozialistischer Betätigung frühzeitig unter Polizeiaufsicht. Die Solidarität seiner Arbeitskollegen bewahrte ihn jedoch stets davor, seinen Arbeitsplatz zu verlieren. Während des Ersten Weltkrieges wurde er nicht an die Front geschickt, da die Behörden keine Schwierigkeiten in diesem kriegswichtigen Betrieb provozieren wollten. 
1919 trat Herlinger der Deutschen Sozialdemokratischen Arbeiterpartei in der Tschechoslowakischen Republik (DSAP) bei, als Anhänger der DSAP-Linken wurde er 1921 Mitglied der Kommunistischen Partei der Tschechoslowakei (KPTsch). Herlinger galt als ein ausgezeichneter Redner und genoss ein großes Ansehen unter den Witkowitzer Eisenwerksarbeitern. Er war Kreisfunktionär der KPTsch, Mitglied des Wittkowitzer Gemeinderates und von 1925 bis 1929 Senator der Tschechoslowakischen Nationalversammlung. 1927 nahm er am IV. Parteitag der KPTsch teil. Herlinger gehörte zu den 26 Abgeordneten und Senatoren der KPTsch, die am 27. März 1929 gegen die sogenannte ultralinke Politik der neuen Führung um Klement Gottwald protestierten. Am 18. April 1929 wurde er deshalb aus der KPTsch ausgeschlossen. Am 6. Juni 1929 bildete Herlinger mit anderen Senatoren den Klub der KPTsch-Leninisten. Infolge der Auflösung der Nationalversammlung am 25. September 1929 verlor Herlinger mit seinem Senatsmandat auch sein Einkommen. Er wurde anschließend wieder Arbeiter in der Witkowitzer Maschinenfabrik und zog sich aus der aktiven Politik zurück.
Nachdem deutsche Truppen das restliche Staatsgebiet der Tschechoslowakei besetzt hatten, wurde Herlinger verhaftet. Am 16. März 1939 wurde er zusammen mit seiner Ehefrau in Oppau (Zábřeh) erschossen.